# Бэтмен и Робин (фильм)
«Бэтмен и Робин» (англ. Batman & Robin) — супергеройский фильм 1997 года, основанный на персонажах DC Comics Бэтмене и Робине. Это четвёртая и последняя часть начальной серии фильмов о Бэтмене от Warner Bros., продолжение «Бэтмен навсегда» и единственный фильм серии, снятый без участия Тима Бёртона в каком-либо качестве.
Режиссёр Джоэл Шумахер, автор сценария Акива Голдсман. Джордж Клуни в роли Бэтмена заменил Вэла Килмера. Арнольд Шварценеггер в роли Мистера Фриза, Крис О’Доннелл в роли Робина, а также Ума Турман, Алисия Сильверстоун, Майкл Гоф, Пэт Хингл и Эль Макферсон.
Фильм рассказывает о том, как главные герои пытаются помешать Мистеру Фризу и Ядовитому Плющу захватить мир и в то же время пытаются сохранить своё партнёрство. В фильме также впервые появляется Бэтгёрл в исполнении Сильверстоун, которая помогает главным героям бороться со злодеями.
Мировая премьера состоялась 20 июня 1997 года, но получила крайне негативные отзывы. Зрители раскритиковали фильм за его «игрушечный» вид. «Бэтмен и Робин» получил 11 номинаций «Золотая малина» в 1997 году, в том числе в номинации Худший фильм года. Он считается худшим супергеройским фильмом и одним из худших фильмов всех времён.

## Сюжет
Брюс Уэйн (он же Бэтмен) и Дик Грейсон (он же Робин) преследуют грабителя Мистера Фриза, который причастен к краже алмазов. Во время преследования Фриза в музее он крадёт большой бриллиант и замораживает Робина, сбегая от Бэтмена. Позже герои узнают личность Фриза — это доктор Виктор Фрис, который пытался излечить свою жену Нору от серьёзной болезни (синдром Макгрегора), однако в результате инцидента в лаборатории изменил структуру своего тела так, что теперь может выжить только при температуре ниже нуля. Он носит криогенный костюм, для работы которого и нужны алмазы.
В Бразилии в лаборатории Wayne Enterprises доктор Памела Айсли работает под руководством доктора Джейсона Вудроу: её проект по исследованию растений Вудроу использует для создания препарата «Веном», необходимого для реализации проекта суперсолдата (подопытный — убийца Антонио Диего по кличке «Бейн»). Айсли грозит доктору Вудроу рассказать о его экспериментах, и тот опрокидывает на неё море токсинов, но Айсли выживает, становясь Ядовитым Плющом, и убивает своего шефа, громя лабораторию и сбегая с Бейном. Она хочет использовать средства Брюса Уэйна, чтобы теперь уже самостоятельно довести проект до конца.
Племянница дворецкого Альфреда Пенниуорта Барбара Уилсон приезжает к Брюсу Уэйну пожить до того момента, как настанет пора возвращаться в школу. В Готэмской обсерватории тем временем представлен новый телескоп Wayne Enterprises: на пресс-конференции появляется Айсли, пытающаяся убедить Уэйна помочь ей в реализации проекта по помощи природе. Однако этот проект приведёт к гибели миллионов людей, что заставляет Уэйна отказаться. Тем временем Бэтмен и Робин пытаются «выкурить» Мистера Фриза на благотворительном вечере Wayne Enterprises с помощью бриллиантов семьи Уэйна. На встрече появляется Плющ, которая пытается соблазнить Бэтмена и Робина, однако вечеринка превращается в хаос, когда врывается Фриз. Его побеждают и бросают в лечебницу Аркхем, однако заинтересовавшаяся Фризом Плющ вытаскивает его из лечебницы.
Дик Грейсон узнаёт, что Барбара Уилсон пытается собрать деньги на лечение дяди Альфреда, который страдает от синдрома Макгрегора точно так же, как и жена Виктора Фриса, однако скрывает этот факт от Бэтмена и Робина. Вскоре Бэтмен, Робин и полиция прибывают в убежище Фриза, чтобы найти беглеца, но обнаруживают, что Нора находится в криогенной камере, а Фриз уже успел разработать лекарство, которое позволяет вылечить человека от синдрома Макгрегора на ранних стадиях. Фриз, Плющ и Бейн тайно прибывают в лабораторию, чтобы заполучить бриллианты и выкрасть Нору. Плющ, пытаясь избавиться от конкурентки, отключает Нору от систем жизнеобеспечения, крадёт бриллианты и даже соблазняет Робина, что приводит Бэтмена в бешенство. При этом Плющ внушает Фризу, что Нора погибла от руки Бэтмена. Фриз клянётся заморозить человечество в знак мести, а Плющ решает с помощью мутировавших растений перезаселить планету.
Фриз и Бейн захватывают Готэмскую обсерваторию и превращают телескоп в гигантский аппарат для замораживания. Ядовитый Плющ с помощью Бэт-сигнала выкуривает Робина: тот идёт в одиночку на рандеву, но Бэтмен просит его не поддаваться на соблазн от Айсли. Тем временем Барбара Уилсон обнаруживает Бэт-пещеру, где ИИ-версия Альфреда сообщает, что для неё есть отдельный Бэт-костюм. Барбара, примеряя костюм, становится Бэтгёрл и прибывает на бой против Ядовитого Плюща, помогая Бэтмену и Робину победить её. Тем временем Фриз начинает замораживать обсерваторию, и все герои бегут в обсерваторию, чтобы остановить злодея. Бэтмен побеждает Фриза, а Бэтгёрл и Робин убивают Бейна, спасая город. Фриз обвиняет Бэтмена в гибели Норы, но тот показывает ему видеозапись, на которой Плющ сознаётся в преступлении. Более того, Нора оказывается живой.
Фриз соглашается вернуться в лечебницу Аркхем при условии, что ему позволят продолжить изучения синдрома Макгрегора и разработки лекарства. Его отправляют в одну камеру с Плющом. Альфреда удаётся вылечить, а Брюс, Дик и Барбара продолжают борьбу против преступности.

## В ролях
| Актёр                | Роль                                |
| -------------------- | ----------------------------------- |
| Джордж Клуни         | Брюс Уэйн / Бэтмен                  |
| Крис О’Доннелл       | Дик Грейсон / Робин                 |
| Алисия Сильверстоун  | Барбара Уилсон / Бэтгёрл            |
| Арнольд Шварценеггер | доктор Виктор Фриз / Мистер Фриз    |
| Ума Турман           | доктор Памела Айсли / Ядовитый плющ |
| Джип Свенсон         | Бейн                                |
| Майкл Гоф            | дворецкий Альфред Пенниуорт         |
| Пэт Хингл            | комиссар Джеймс Гордон              |
| Эль Макферсон        | Джули Мэдисон                       |
| Сандра Тейлор        | Дебютантка № 1                      |
| Вивика Фокс          | мисс Хейвен                         |
| Джесси Вентура       | охранник в Аркхеме                  |
| Даг Хатчисон         | Голум                               |

## Мотоцикл Бэтблэйд
Бэтблэйд (вариант Бэтцикла) это специализированный мотоцикл, который использует Бэтгёрл в фильме. Это транспортное средство может функционировать в самых экстремальных погодных условиях. Бэтблэйд сконструирован из мотоцикла, заднее колесо которого взято от гоночного автомобиля.

## Критика
Если есть кто-то, кто смотрит это, кому… скажем так, понравился «Бэтмен навсегда», и кто шёл на «Бэтмена и Робина» с большим предвкушением, если я их чем-то разочаровал, то я правда хочу извиниться. Потому что я этого не хотел. Я хотел просто развлечь их.
«Бэтмен и Робин» вошел в историю как один из худших фильмов о супергероях всех времен. На сайте Rotten Tomatoes «Бэтмен и Робин» имеет рейтинг одобрения 11 %, основанный на 96 отзывах, со средней оценкой 3,8/10. Консенсус критиков сайта гласит: «В „Бэтмене и Робине“ шутовское отношение Джоэля Шумахера достигает невыносимого предела, в результате чего получается бешеный и бездумный фильм, слишком шутливый, чтобы за него можно было сильно переживать». На сайте Metacritic фильм получил среднюю оценку 28 из 100, основанную на отзывах 21 критика, что указывает на «в целом неблагоприятные отзывы». Зрители, опрошенные CinemaScore, поставили фильму среднюю оценку «C+» по шкале от A+ до F.
Фильм является худшим в истории человечества по версии интернет-голосования читателей журнала Empire.
Шумахер и продюсер Питер Макгрегор-Скотт обвинили в негативном восприятии «Бэтмена и Робина» решение Warner Bros. ускорить производство. «Со стороны Warner Bros. было сильное давление, чтобы сделать „Бэтмена и Робина“ более дружелюбным к семейному зрителю», — объяснил Шумахер. «Мы решили сделать менее депрессивный фильм о Бэтмене, меньше пыток и больше героизма. Я знаю, что меня много критиковали за это, но я не видел ничего плохого в таком подходе».
Многие обозреватели считали, что Шумахер добавил в сюжет возможные гомоэротические намеки. Джеймс Берардинелли поставил под сомнение «случайное количество резиновых сосков и крупных планов задниц динамичного дуэта и промежностей Бэтмена». Как и в «Бэтмене навсегда», это в первую очередь относится к решению добавить соски и увеличенные гульфики на костюмы Бэтмена и Робина. Шумахер заявил: «Я понятия не имел, что добавление сосков на костюмы Бэтмена и Робина вызовет международный резонанс. Тела костюмов взяты с древнегреческих статуй, на которых изображены совершенные тела. Они анатомически правильные». Крис О’Доннелл, изображавший Робина, считает, что «меня беспокоили не столько соски. Это был гульфик. Пресса, очевидно, сыграла на этом и придала этому большое значение, особенно с режиссёром Джоэлом. Я не задумывался о спорах, но если вернуться назад и посмотреть некоторые фотографии, то это было очень необычно».
Джордж Клуни критически отозвался о фильме, сказав в 2005 году: «Я думаю, мы, возможно, убили франшизу», и назвав его «пустой тратой денег». В 2015 году, рекламируя фильм Disney «Земля будущего», Клуни сказал, что встретил бывшего актёра Бэтмена Адама Уэста и извинился перед ним. Более того, когда в 2015 году во время интервью на «Шоу Грэма Нортона» его спросили, приходилось ли ему когда-нибудь извиняться за «Бэтмена и Робина», Клуни ответил: «Я всегда извиняюсь за „Бэтмена и Робина“».

## Награды и номинации
Фильм «Бэтмен и Робин» был номинирован на премию «Сатурн» за лучший фантастический фильм, а также за лучший грим и лучший костюм. Алисия Сильверстоун получила премию «Золотая малина» за худшую женскую роль второго плана. На премию «Золотая малина» были также номинированы Шумахер (Худший режиссёр), Джордж Клуни и Крис О’Доннелл (Худшая экранная пара), Акива Голдсман (Худший сценарий), Крис О’Доннелл и Арнольд Шварценеггер (Худший актёр второго плана), Ума Турман (Худшая актриса второго плана), а также Билли Корган (Худшая песня за «The End Is the Beginning Is the End»). «Бэтмен и Робин» также получил номинации за «Худшую картину», «Худший ремейк или сиквел» и «Худшее безрассудное пренебрежение к человеческой жизни и общественной собственности». В итоге из 11 номинаций «Бэтмен и Робин» получил только одну премию «Золотая малина».

## Будущее

### Сиквел
Во время съемок «Бэтмена и Робина» компания Warner Bros. была впечатлена отснятым материалом, что побудило её немедленно нанять Джоэла Шумахера в качестве режиссёра пятого фильма. Однако сценарист Акива Голдсман отклонил предложение написать сценарий. В конце 1996 года Warner Bros. и Шумахер наняли Марка Протосевича для написания сценария пятого фильма о Бэтмене. Была объявлена предполагаемая дата выхода фильма в середине 1999 года. Los Angeles Times описала фильм как «продолжение в том же духе с многочисленными злодеями и большей безрассудностью». В сценарии Протосевича, названном «Бэтмен освобожденный» (англ. Batman Unchained), главным злодеем был Пугало. С помощью своего токсина страха он воскрешает Джокера в виде галлюцинации в сознании Бэтмена. Харли Квинн появилась как персонаж второго плана, прописанная как дочь Джокера. Клуни, О’Доннелл, Сильверстоун и Кулио должны были исполнить роли Бэтмена, Робина, Бэтгёрл и Пугала. Предполагалось, что злодеи из предыдущих фильмов появятся в галлюцинациях, вызванных Пугалом, а Джек Николсон вновь исполнит роль Джокера. После того как «Бэтмен и Робин» был плохо принят критиками и финансистами, Клуни поклялся никогда не повторять свою роль.

### Спин-офф о Робине
Изначально планировался спин-офф о Робине с Крисом О’Доннеллом в главной роли, но после беспощадной критики фильма «Бэтмен и Робин» проект был отменён.

### Приквел
Фильм под названием «Бэтмен: Год первый» (Batman: Year One), основанный на одноимённом комиксе Фрэнка Миллера 1987 года, должен был выйти в прокат в 2000 году.
Несмотря на интерес к Джоэлу Шумахеру, Даррен Аронофски был нанят для прямого и совместного вместе с Фрэнком Миллером написания сценария. Фильм должен был стать приквелом фильма «Бэтмен» 1989 года, сюжет которого рассказывал бы о путешествиях Брюса Уэйна по миру до того, как он вернулся в Готэм и стал Бэтменом.
В итоге проект так и не был реализован.

### Наследие
Спустя 26 лет после выхода «Бэтмена и Робина» Клуни появился в роли Брюса Уэйна в качестве камео в супергеройском фильме DC Studios «Флэш» (2023). Создатели картины пригласили Джорджа сниматься в период постпроизводства; просмотрев отрывки из фильма, актёр согласился. Съёмки сцены с ним проходили за полгода до релиза и длились полдня.